# 名鉄モ870形電車
名鉄モ870形電車（めいてつモ870がたでんしゃ）は、名古屋鉄道（名鉄）が札幌市交通局（札幌市電）から1976年（昭和51年）に購入した路面電車である。札幌市営時代に鉄道友の会ローレル賞を受賞。

## 概要
2両固定編成で、2車体の間を中間台車でつなぐ連接車。1965年（昭和40年）に日本車輌製造東京支店と東急車輛製造で6編成12両が製造された。基本的な車体構造は元形式の札幌市交通局A830形電車の項目を参照。愛称は「どさんこ」。

## 歴史
札幌市電には多数の連接車、連結車が在籍していたが、地下鉄の開業に伴う利用客の減少と相次ぐ路線の廃止により、輸送力過剰であるとして1970年代後半より順次使用休止となっていた。同時期、名鉄は岐阜市の美濃町線の輸送改善のために輸送力の大きい車両を必要としており、双方の利益が一致したことから1976年（昭和51年）に新造最新形式のA830形のうち、東急車輛製の3編成（A837-A838 - A841-A842）を購入することとし、モ871-モ872 - モ875-モ876となった。ちなみに、残る日本車輌製造製の3編成（A831-A832 - A835-A836）は札幌に残留し、1984年（昭和59年）まで長期留置された後、解体処分されている。
A830形の大きな側面窓は固定式であったが、寒冷地の北海道と暖地の岐阜との気候の違いから、営業開始までに戸袋窓を除いた半数ほどが開閉式へと改造された。各扉には折りたたみ式のステップが追加され、安全地帯の無い停留所での乗降にも対応した。車体色もベージュと緑から名鉄のコーポレートカラーであるスカーレット1色へと変更されたが、それ以外の車体、制御・制動系などに大きな変更点はなく就役した。その後1978年（昭和53年）までに残りの側面窓も開閉式に改造された。これら一連の改造工事は同社の岐阜検車区（岐阜工場）が担当した。
名鉄ではラッシュ時の混雑解消に効果があったものの、電装品が600 V専用であったことから架線電圧1,500 Vの各務原線への入線ができず、使用に制限があった。このことから両方に対応する「複電圧車」の880形が1980年（昭和55年）から投入され、車両数に余裕ができるとモ870形は余剰気味となり、1988年（昭和63年）にモ871-モ872の1編成が廃車された。
残った2編成はその後も大きな変化はなく使用され続けたが、1990年代に入って路面電車でも冷房車が一般的になり、冷房を搭載していなかったモ870形についても1996年（平成8年） - 1997年（平成9年）にかけて屋根上に三菱電機製の冷房装置を搭載する改造が行われた。この際、内開式の側上窓の廃止、側窓と扉の小型化による側面開口部縮小、一部側窓の固定化、側面飾り帯撤去、パンタグラフ形状の変更（Z形 → 菱形）、行先表示器の大型1個化と電動化、既存の尾灯の位置変更（若干下に）と名鉄標準部品化、前面窓下への尾灯増設、標準的な大きさの腰掛背もたれと横引きカーテンの新設（札幌時代にはきちんとした背もたれは無かった）、といった車体更新がなされた。これにより、札幌市電時代の側面形状は完全に失われた。なお、2編成の間では改造後の窓配置が少し異なっていた。
さらに2000年（平成12年）には、輸送効率化のため、各務原線と田神線へ乗り入れできるように機器の1,500 V対応化とワンマン運転対応化工事がなされた。外観の変化としては屋根上に抵抗器が搭載され、運転台右側直後に客扉を増設して計4扉 となり、前面の前照灯と左下尾灯との間に乗降表示機が設置された。
複電圧車となり、運用範囲の広がったモ870形であったが、2005年（平成17年）4月の岐阜600 V電化線区（美濃町線・田神線・岐阜市内線・揖斐線）全廃に伴い運用を離脱。車齢の高さや数の少なさ、連接車という特殊性から引き取り手は現れず、2006年（平成18年）2月に廃車・解体処分された。現在、モ875の前頭部分のみが切断され、床下機器撤去の上で美濃駅跡に保存されている。

## 主要諸元
晩年のデータを示す。
- 製造初年：1965年（昭和40年）
- 全長：21,800 mm（2車体合計）
- 全幅：2,236 mm
- 全高：3,515 mm
- 自重：25.0 t（2車体合計）
- 車体構造：全金属製軽量車体
- 定員（着席） : 150（50）人（2車体合計）
- 主電動機・出力 : 東洋電機製造TDK532/5-B1形　45 kW×3
- 駆動方式 : 吊り掛け駆動方式
- 制動装置 : SME（非常管付直通空気制動）
- 台車 : 東急TS119（両端動台車）・TS120（中間連接部動台車）
- 歯車比 ：4.50
- 制御装置 : 単位スイッチ式間接非自動制御 日車NA225
- 冷房装置：三菱電機CU127A 10,500 kcal/h×各車1基